# Picture
Picture var bland de första holländska heavy metal-banden. Bandet skapades 1979. De var uppskattade i Nederländerna, Tyskland och Italien, mest för sina liveframträdanden. De har fortfarande en stor skara fans i Sydamerika, Mexiko och Japan.

## Medlemmar
Nuvarande medlemmar
- Laurens Bakker – trummor (1979–1985, 2007– )
- Rinus Vreugdenhil – basgitarr (1979–1987, 2007– )
- Jan Bechtum – gitarr (1979–1983, 1996–1999, 2007–2009, 2016– )
- Ronald van Prooijen – sång (1979–1982, 2016– )
- Appie de Gelder - gitarr (2016- )

Tidigare medlemmar
- Chris van Jaarsveld – gitarr (1982–1985)
- John Ridge – sång (1982–1983; död 2003)
- Shmoulik Avigal – sång (1982–1983)
- Pete Lovell – (1983–1985, 2007–2016)
- Henry van Manen – gitarr (1984–?)
- André Wullems – gitarr (1985, 2013–2016)
- Jacques van Oevelen – trummor (1985–1987)
- Rob van Enkhuizen – gitarr (1986–1987, 2007–2009)
- Ronald de Grauw – gitarr (1986–?)
- Bert Heerink – sång (1986–1987)
- Jos Adema – basgitarr (1996–1999)
- Mark Maas – trummor (1996–1999)
- Michel Zandbergen – sång (1997–1999)
- Peter Bourbon – gitarr (2009–2012)
- Gert Nijboer – gitarr (2009–2012)
- Mike Ferguson – rytmgitarr (2012–2016)

## Diskografi
Demo
- '80 Demo (1980)
- Demo 1980 (1980)

Studioalbum
- Picture (1980)
- Heavy Metal Ears (1981)
- Diamond Dreamer (1982)
- Eternal Dark (1983)
- Traitor (1985)
- Every Story Needs Another Picture (1986)
- Marathon (1987)
- Old Dogs New Tricks (2009)
- Warhorse (2012)
- Wings (2019)

Livealbum
- Live 2008 (2008)
- Live - 40 years Heavy Metal Ears 1978-2018) (2018)

EP
- Limited Edition EP (1985)

Singlar
- "Bombers" (1980)
- "Unemployed" / "Out of Time" (1981)
- "Eternal Dark" / "Into the Underworld" (1983)
- "Fantasies" / "Traitor" (1985)
- "Love Me" / "Lost in the Night" (1985)
- "Stay with Me" / "Theme from Stay with Me" (1986)
- "Break Away" (1987)
- "We Just Can't Lose" (1987)
- "Battle Plan" (2011)

Samlingsalbum
- Heavy Metal Ears (1984)